# Francesca Touré
Francesca Haicha Touré (Milano, 8 febbraio 1972) è una cantante italiana, nota per essere stata la voce della band Delta V.

## Biografia
Nata da madre veneta e padre guineano, è sorella minore dell'ex conduttrice Ada Touré e cognata del pianista jazz Dado Moroni.
Nel 1980, a 8 anni, inizia a studiare chitarra classica. Nel 1985 è tra i bambini del coro nella canzone E tutti i gatti miao, interpretata da Lino Toffolo. Frequenta poi il Liceo Scientifico Statale A. Volta, e in seguito l'Accademia Musica Moderna, lavorando come cantante e corista di jingles pubblicitari e per l'emittente radiofonica RTL 102.5. Si diploma in Canto moderno all'Accademia nel 1995, con Marilyn Turner.
Subito lavora con Mauro Repetto, ex 883, all'album ZuccheroFilatoNero, prodotto da Claudio Cecchetto. Con il brano Baciami qui affianca Repetto sul palcoscenico di Un disco per l'estate. Lavora anche con Fernando Proce da corista per il brano Love is Everything, che partecipa al Festivalbar.
Approfondisce gli studi con Luca Jurman all'Istituto Didattico Musicale. Parallelamente prosegue a studiare chitarra classica, e studia sassofono tenore e armonica a bocca. Nel 1996 è corista per le esibizioni di Mino Reitano.
Nel 1997 comincia a collaborare con Carlo Bertotti e Flavio Ferri al progetto Delta V, subentrando alla cantante designata Alice Ricciardi. Nel 1998 nasce il premiato album Spazio, uscito mercoledì 1º aprile, nel quale emerge la cover Se telefonando. In questo periodo partecipa anche alla stesura di una canzone per Mietta: La mia anima. Al termine del tour dei Delta V però Francesca, in quanto impossibilitata a collaborare alla scrittura delle canzoni, esce dal gruppo e inizia un periodo di collaborazione con vari e prestigiosi artisti italiani come la Biba Band, Elio e le Storie Tese e gli Articolo 31, fino al 2000, quando venerdì 21 aprile esce il suo album da solista La Sfera, prodotto da Universal Music Italia. Nello stesso anno collabora con Neffa al brano Tutto il tempo. Dal 2001 si dedica ai musical e a fare la guest star in esibizioni jazz. Inoltre è corista per i Gemelli DiVersi, impegnati ad aprire i concerti del tour di Eros Ramazzotti, e nel 2004 è corista per Biagio Antonacci nell'album Convivendo.
Nel 2005 entra a far parte dell'ensemble The Gospel Spirit. Lo stesso anno rientra nei Delta V per la registrazione dell'album Pioggia.Rosso.Acciaio., uscito venerdì 31 marzo 2006. La band effettua un tour in Italia e Inghilterra, che a un certo punto viene sospeso, e a fine anno vince il Premio Mia Martini, ma lei lascia di nuovo nel 2007, andando a collaborare con i QuartAumentata a due brani per il loro album U mundu balla, e tornando a dedicarsi ai jingles pubblicitari. Nel 2009 è una delle cantanti Amiche per l'Abruzzo.
Nel dicembre 2011, stavolta assieme al cognato pianista Dado Moroni, torna con i QuartAumentata per due concerti: a Genova (al Teatro di Sant'Agostino) e a Milano (alla Salumeria della Musica).
Dal 2016 si dedica all'insegnamento della musica.

## Discografia e lavori

### Delta V
- Spazio (1998)
- Pioggia.Rosso.Acciaio. (2006)

### Solista
- La Sfera (2000)

### Collaborazioni
- e tutti i gatti miao, Lino Toffolo (come corista, dall'album è la fine del mondo - pasta e... fagioli), 1985
- ZuccheroFilatoNero, Mauro Repetto (come corista e cantante), 1995
- Love is Everything, Fernando Proce (come corista), 1995
- Mino Reitano, corista nelle sue esibizioni, 1996
- La mia anima, Mietta (come co-autrice, dall'album La mia anima), maggio 1998
- Biba Band (come cantante), dal 1998
- Cerca, Reggae National Ticket (come corista, dall'album la Isla), maggio 1999
- Craccracriccrecr, Elio e le Storie Tese (come corista), maggio 1999
- Charles in charge, The Individuals (come cantante), 1999
- Stella sola, Articolo 31 con Francesca Touré (dall'album Xché sì!), dicembre 1999
- Tutto il tempo, Neffa feat. Francesca Touré (inserito nel film Zora la Vampira), 2000 (poi nell'album arrivi e partenze, 2001)
- Gemelli DiVersi, corista nelle loro aperture dei concerti di Eros Ramazzotti, 2001
- Les Nuits d'Afrique, album di beneficenza (come autrice e interprete), febbraio 2003
- Stasera Gianni Morandi, corista assieme ad Alessandra Ferrari per Gianni Morandi e la musica dei Ridillo, e duetto con Morandi in Grazie perché; diretta su Canale 5 domenica 5 dicembre 2004[5]
- Convivendo (come corista), Biagio Antonacci, 2004-2005
- bugiarda, Mietta (come co-autrice del testo, dall'album 74100), maggio 2006
- Cococò e U mundu balla, QuartAumentata feat. Francesca Touré (dall'album U mundu balla), giugno 2007
- Grovigli, Malika Ayane (come corista), febbraio 2010
- L'imbarazzo, Tricarico (come corista), febbraio 2011
- QuartAumentata, collaborazione in due concerti, con Dado Moroni, dicembre 2011

### Colonne sonore
- Tutti gli uomini del deficiente (corista nel brevissimo brano Oh Yes, di Elio e le Storie Tese), 1999
- Zora la Vampira (brano Tutto il tempo, Neffa feat. Francesca Touré), 2000
- Cuore scatenato, 2003

### Musical teatrali
- La piccola bottega degli orrori, nel ruolo di Crystal (2001)
- The Sisters - La via del successo, nel ruolo di Frenchie (2014-2015)
- La via del successo - Dreamsister's, nel ruolo di Frenchie (2016)